# Степасайд
Степасайд (англ. Stepaside; ирл. An Chéim) — пригород в Ирландии, находится в графстве Дун-Лэаре-Ратдаун (провинция Ленстер) у трассы R117.